# Ernst Stojaspal
Ernst Stojaspal (Simmering, 14 de janeiro de 1925 — Moulins-lès-Metz, 3 de abril de 2002) foi um futebolista austríaco.

## Carreira
Um prolífico artilheiro, o canhoto Stojaspal jogou pelo FK Austria Wien por 10 anos, vencendo três campeonatos nacionais e duas copas austríacas. Além disso, fora artilheiro do campeonato austríaco cinco vezes. Depois da Copa do Mundo de 1954, Transferiu-se para o time do Racing Strasbourg, vindo a seguir atuar por AS Béziers, AS Monaco, Troyes AC e FC Metz, todos estes na França.
Em 2001, Stojaspal fora escolhido para a seleção austríaca do século.

## Aposentadoria e Morte
Após aposentar-se como jogador, em 1962, Stojaspal trabalhou como treinador em algumas equipes do futebol francês, tendo participação notável no AC Ajaccio.
Faleceu em Moulins-lès-Metz, França, em 3 de abril de 2002.

## Seleção Austríaca
Sua estréia pela Seleção Austríaca ocorreu em Dezembro de 1946 contra a Itália e participou da Copa do Mundo de 1954, onde marcou três gols em quatro jogos. O terceiro lugar conquistado no jogo contra o Uruguai fora seu último jogo pela seleção, onde em 32 partidas, marcou 15 gols.

## Estatísticas

### Clubes
| Equipe            | Temporada         | Campeonato nacional | Campeonato nacional | Copas nacionais | Copas nacionais | Outros torneios | Outros torneios | Amistosos | Amistosos | Total | Total |
| Equipe            | Temporada         | Jogos               | Gols                | Jogos           | Gols            | Jogos           | Gols            | Jogos     | Gols      | Jogos | Gols  |
| ----------------- | ----------------- | ------------------- | ------------------- | --------------- | --------------- | --------------- | --------------- | --------- | --------- | ----- | ----- |
| Ostbahn XI        | 1940–41           |                     |                     |                 |                 |                 | 2               |           |           |       | 2     |
| Ostbahn XI        | Total             |                     |                     |                 |                 |                 | 2               |           |           |       | 2     |
| Reichsbahn        | 1941–42           | 9                   | 13                  |                 | 1               |                 |                 |           |           |       | 14    |
| Reichsbahn        | 1942–43           | 12                  | 5                   | 3               | 1               |                 | 4               |           | 4         |       | 14    |
| Reichsbahn        | 1943–44           | 3                   | 5                   |                 |                 |                 | 1               |           | 4         |       | 10    |
| Reichsbahn        | Total             | 24                  | 23                  |                 | 2               |                 | 5               |           | 8         |       | 38    |
| Austria Viena     | 1944–45           |                     |                     |                 |                 |                 |                 |           |           |       |       |
| Austria Viena     | 1945–46           | 22                  | 37                  | 3               | 1               | –               | –               | 7         | 17        | 32    | 55    |
| Austria Viena     | 1946–47           | 18                  | 18                  | 5               | 17              | –               | –               | 1         | 3         | 24    | 38    |
| Austria Viena     | 1947–48           | 15                  | 24                  | 7               | 12              | –               | –               | 32        | 75        | 54    | 111   |
| Austria Viena     | 1948–49           | 18                  | 18                  | 8               | 8               | –               | –               | 26        | 21        | 52    | 47    |
| Austria Viena     | 1949–50           | 19                  | 18                  | –               | –               | –               | –               | 23        | 14        | 42    | 32    |
| Austria Viena     | 1950–51           | 24                  | 30                  | –               | –               | –               | –               | 41        | 31        | 65    | 61    |
| Austria Viena     | 1951–52           | 21                  | 31                  | –               | –               | –               | –               | 24        | 24        | 45    | 55    |
| Austria Viena     | 1952–53           | 24                  | 30                  | –               | –               | –               | –               | 23        | 14        | 47    | 44    |
| Austria Viena     | 1953–54           | 22                  | 14                  | –               | –               | –               | –               | 29        | 24        | 51    | 38    |
| Austria Viena     | 1954–55           | –                   | –                   | –               | –               | –               | –               | 1         | 0         | 1     | 0     |
| Austria Viena     | Total             | 183                 | 220                 | 23              | 38              | –               | –               | 207       | 223       | 413   | 481   |
| Strasbourg        | 1954–55           | 32                  | 23                  | 4               | 5               | –               | –               | –         | –         | 36    | 28    |
| Strasbourg        | 1955–56           | 33                  | 18                  | 3               | 3               | –               | –               | –         | –         | 36    | 21    |
| Strasbourg        | 1956–57           | 33                  | 11                  | 5               | 4               | –               | –               | –         | –         | 38    | 15    |
| Strasbourg        | Total             | 95                  | 52                  | 12              | 12              | –               | –               | –         | –         | 107   | 64    |
| Béziers           | 1957–58           | 25                  | 5                   | 3               | 1               | –               | –               | –         | –         | 28    | 6     |
| Béziers           | 1958–59           | 10                  | 4                   | –               | –               | –               | –               | –         | –         | 10    | 4     |
| Béziers           | Total             | 35                  | 9                   | 3               | 1               | –               | –               | –         | –         | 38    | 10    |
| Monaco            | 1958–59           | 23                  | 10                  | 5               | 3               | –               | –               | 1         | 1         | 29    | 14    |
| Monaco            | Total             | 23                  | 10                  | 5               | 3               | –               | –               | 1         | 1         | 29    | 14    |
| Troyes            | 1959–60           | 38                  | 19                  | 5               | 3               | –               | –               | –         | –         | 53    | 22    |
| Troyes            | 1960–61           | 24                  | 1                   | 1               | 0               | –               | –               | –         | –         | 25    | 1     |
| Troyes            | Total             | 62                  | 20                  | 6               | 3               | –               | –               | –         | –         | 68    | 23    |
| Metz              | 1961–62           | 19                  | 6                   | –               | –               | –               | –               | 2         | 2         | 21    | 8     |
| Metz              | Total             | 19                  | 6                   | –               | –               | –               | –               | 2         | 2         | 21    | 8     |
| Total na carreira | Total na carreira | 441                 | 340                 | 52              | 59              |                 | 7               | 210       | 234       | 703   | 640   |

## Títulos
Austria Wien
- Campeonato Austríaco: 1948–49, 1949–50, 1954–53
- Copa da Áustria: 1947, 1948

### Artilharias
- Campeonato Austríaco de 1945–46 (34 gols)[4]
- Campeonato Austríaco de 1946–47 (18 gols)[4]
- Campeonato Austríaco de 1947–48 (24 gols)[4]
- Campeonato Austríaco de 1951–52 (31 gols)[4]
- Campeonato Austríaco de 1952–53 (30 gols)[4]